# Artesanía de Paraguay

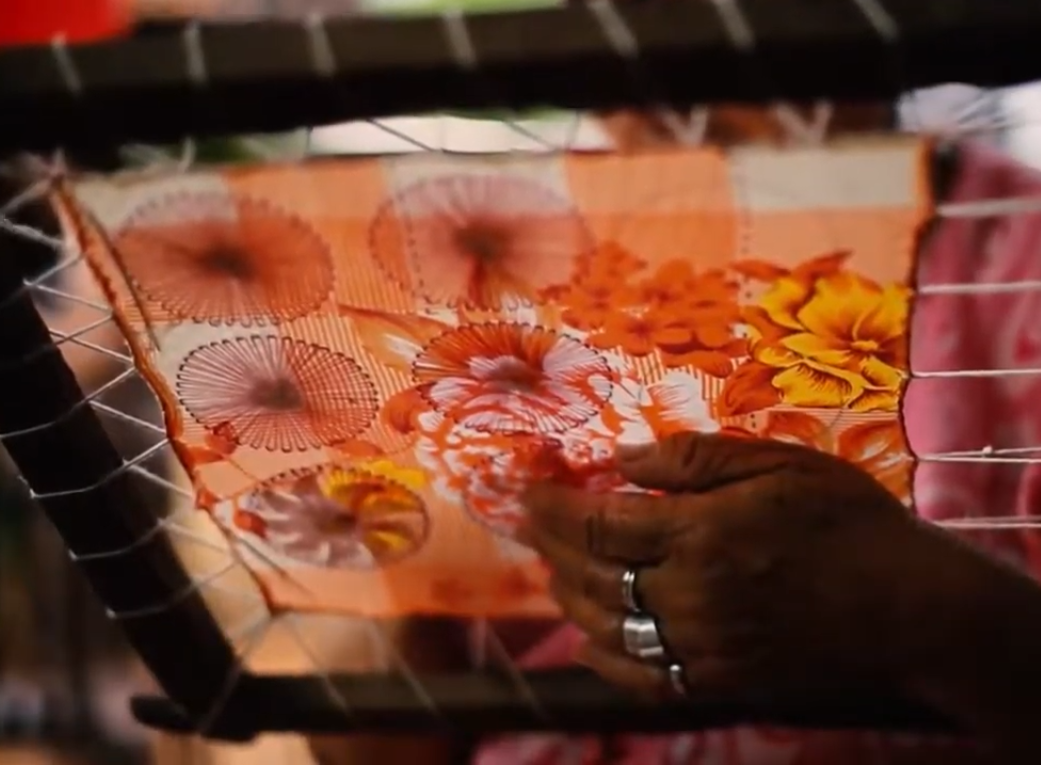
El Ñandutí es el pódium de la artesanía y símbolo ornamental en muchas expresiones artísticas del Paraguay.

La artesanía en Paraguay es variada y rica en su historia; apreciada por los turistas e incorporada a la moda y costumbres de uso de la población en general. Muchas de ellas son exportadas con éxito como las camisas y ropas de ao po'i, joyas en filigrana, artículos hechos con ñandutí, encaje yú y cuero, entre otros.
Las técnicas ancestrales y tradicionales de confección de Poncho Para'í de 60 Listas de la ciudad de Piribebuy fueron declaradas patrimonio cultural inmaterial por la Unesco el 5 de diciembre de 2023.
La artesanía paraguaya se divide en dos subtipos: 
- La artesanía indígena, que engloba la cerámica, la cestería, los tejidos e hilados, la talabartería y el arte plumario.
- La artesanía mestiza/criolla, que abarca los bordados y encajes, las tallas de madera, los diferentes productos de metal, cuero y alfarería.

## Productos artesanales

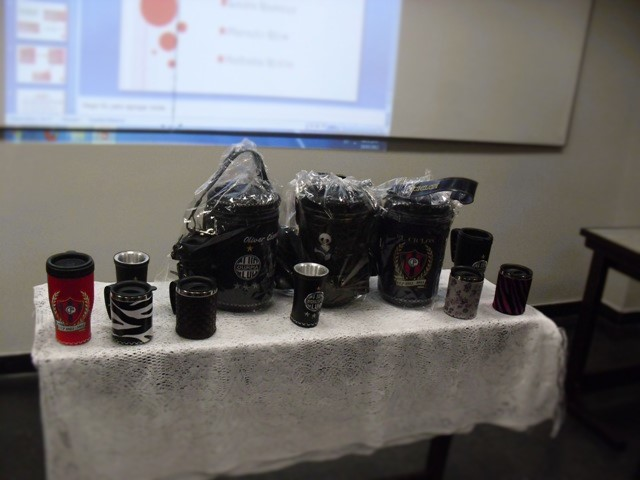
Termos forrados artesanales.

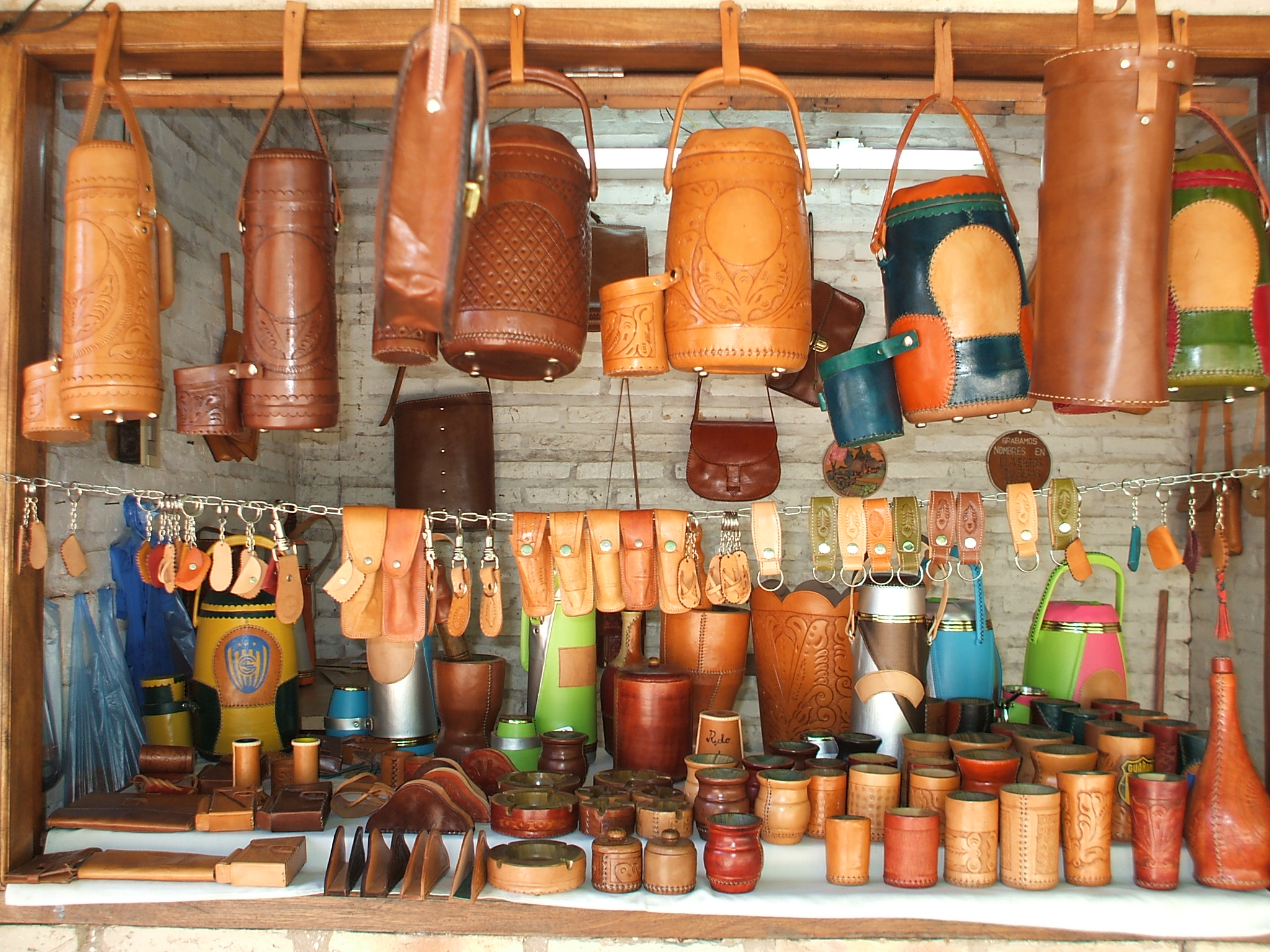
Artesanía en cuero (Atyrá).

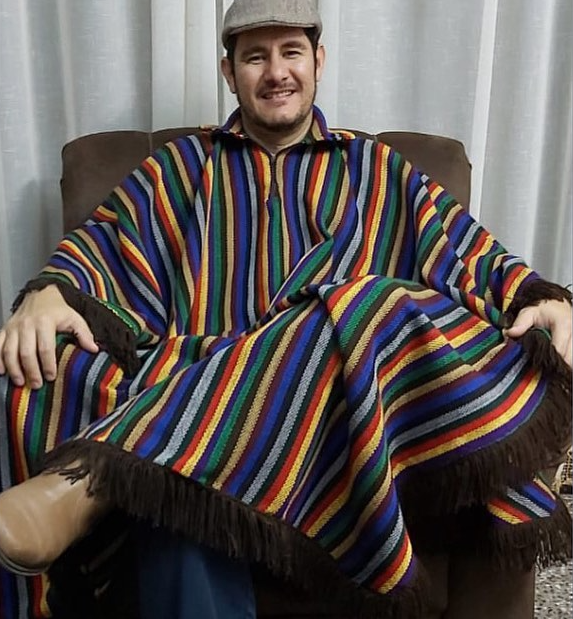
Poncho de 60 listas, tradicional de las zonas rurales.

Los productos artesanales de Paraguay son de una gran diversidad y abarcan desde los artículos cerámicos hasta los bordados e hilados sin dejar de lado las tallas de Madera, la cestería, la marroquinería, y la platería.
La cerámica precolombina que se producía en el actual territorio paraguayo era rústica y de terracota engobada en rojo, y en ocasiones en blanco y negro; se la trabajaba a mano con el sistema de colombín y ciertas tribus le practicaban una decoración incisa antes de cocerla al fuego.
Los españoles, en particular los jesuitas, elevaron el nivel técnico de producción y acabado de la cerámica nativa, caracterizada por su extrema sencillez y su carácter utilitario, adiestrando concienzudamente a la población indígena en el marco de las misiones. 
Gracias a su acción se llegó a ampliar el número y la diversidad de las piezas cerámicas, muchas de las cuales de vidriaron a base de sal y huevo, técnica que se perdió tras su expulsión. 
Los productos cerámicos que aún siguen produciendo algunos grupos indígenas son botijos, jarras, macetas, algunas con formas zoomorfas, y cántaros. Entre estos, los que gozan de mayor prestigio por su calidad y belleza son los procedentes de Tobati e Itá.

### El hilado y el tejido
El hilado y el tejido indígenas dan lugar a una importante fuente de ingresos para las economías domésticas. Antes de la llegada de los españoles, los indígenas utilizaban un telar horizontal para tejer con hilos de algodón hamacas, canastos, bolsas para transportar alimentos y redes para cazar y pescar.

### La cestería y tejidos de Karaguata
La rica cestería indígena del Paraguay, cuenta con algunas divisiones de acuerdo a los cultivos predominantes, como por ejemplo las comunidades en las que domina la siembra, el cultivo de la mandioca y la cestería ha desarrollado recipientes sólidos de gran capacidad de contenido, así como el ajaka mbya, que tiene un promedio de 35 cm de altura con estructuras rígidas que permiten soportar el peso de las mandiocas.
Los ajaka se forman del entramado de tiras claras del takuarembo y oscuro de guembepi, constituyendo figuras ajedrezadas y geométricas, acordes con el concepto de belleza guaraní.

### Los tejidos de Karaguata
Los tejidos de Karaguata constituyen un elemento importante del arte indígena paraguaya. Se trata de una expresión indígena de las comunidades chaqueñas.
Los bolsones de Karaguata es una de las aplicaciones más comunes de los entramados de esta fibra. Los bolsones de recolección empleados preferentemente por las mujeres, los llevan sobre su espalda y que tienen la forma de una gran medialuna, los bolsones de caza, más pequeños, de forma rectangular, llevados al hombro por los hombres.
Los Chamacocos usaban los llamados púpo es una especie de chaleco protector hecho a base de karaguata, el tejido mojado adquería una rigidez que lo tornaba a prueba de flechazos de los enemigos.

## Trajes ceremoniales
La etnia chamacoco, oriundo del departamento del Alto Paraguay, (Chaco) utilizan vestimentas durante un ritual celebrado cada año llamado debylyby y están confeccionados con tejidos y máscaras de fibra de árboles de karaguata y plumas de aves chaqueñas de gran colorido.

### Pa'i Tavyterá
Son muy apreciados los collares que realizan juntando semillas coloridas de distintas especies de frutas y el tallado de madera es una de las muestras más importantes de los pa'i tavyterá.

### Toba – Qom
Realizan trabajos en coloridos hilos de lana, así también confeccionan bolsos tradicionales, sombreros de piri, pantallas y cestas de carandilla. También hacen collares de semillas silvestres de leucaena y otros árboles.

### Mbya
Los indígenas de esta parcialidad tienen una especial habilidad en la elaboración de cestería de tacuara natural, las que son decorados con dibujos de guembepi y animales de la zona, también sus collares y los tallados en madera.

### Ayoreo
Los bolsos ayoreos son una de las muestras artesanales indígenas más solicitados y promocionados, lo realizan en fibras de karaguata, mantienen un toque de rústica belleza indígena en su confección, los que los hace sumamente atractivos, también se dedican a la fabricación de arte plumario, platos y cucharas de madera de palo santo.

### Maka
Los miembros de la parcialidad Maka son excelentes tejedores, sus tradicionales mantas, bolsos, fajas, y otros elementos tejidos en hilos de vivos colores con dibujos de guembepi, que representan una novedad en la gama artesanal indígena del país.

## Reflejo de la sociedad
El arte producido por estas dos formas de subsistencia diferentes refleja necesariamente las particularidades de cada una. Así, las comunidades basadas en el sistema de recolección y caza son por fuerza también nómadas. A su vez, esta situación origina que la trama cultural sea más flexible y abierta a incorporaciones y adaptaciones diversas. 
En el otro extremo, la cultura agrícola guaraní, apegada a la tierra y a los ciclos naturales, presenta naturalmente una tendencia conservadora y cerrada a innovaciones, distingue con cuidado lo propio de lo ajeno y se problematiza constantemente acerca de la necesidad de absorber o rechazar signos extranjeros. 
A pesar de los distintos estadios de evolución de las sociedades y de las características peculiares de cada una, los estudiosos sostienen que es posible establecer algunos elementos compartidos por todas las comunidades indígenas que habitan o habitaron el territorio paraguayo. El arte indígena- a través de sus símbolos y en el libre ejercicio de su propio lenguaje – es una de las manifestaciones más importantes de la cultura de nuestro país.

## Ceremonias y ritos
Tanto las sociedades recolectoras como las agricultoras tienen como núcleo social un cuerpo mítico – ritual, a partir del cual se articulan y desarrollan el poder político, el orden jurídico, el ocio, la belleza y la religión.